# アーロン・ボゴリューボフ
アーロン・ボゴリューボフ（Ārons Boguļubovs 1938年12月30日- ）は、旧ソビエト連邦の柔道選手。サンクトペテルブルク出身。階級は軽量級。身長172cm。体重70kg。ユダヤ系。

## 人物
14歳の時にサンボを始めた。その後柔道に取り組むと、1963年と1964年のヨーロッパ選手権軽量級で2連覇を達成した。東京オリンピックでは準決勝でスイスのエリック・ヘンニに判定で敗れたが銅メダルを獲得した。1966年のヨーロッパ選手権では3位だった。

## 主な戦績
- 1963年 - ヨーロッパ選手権　優勝
- 1964年 - ヨーロッパ選手権　優勝
- 1964年 - 東京オリンピック　3位
- 1968年 - ヨーロッパ選手権　3位